# Antonio Rebollo
Antonio Rebollo Liñán (* 1955 in Madrid) ist ein paralympischer Bogenschütze und Leichtathlet aus Spanien.
Bei den Olympischen Sommerspielen 1992 in Barcelona entzündete er das olympische Feuer spektakulär mit einem Pfeil.
Bei den Sommer-Paralympics 1992 in Barcelona gewann er im Bogenschießen (offene Klasse) mit der spanischen Mannschaft die Silbermedaille. 1984 gewann er in New York die Silbermedaille im Einzel und 1988 in Seoul Bronze.
Seine Behinderung resultierte aus einer Infektion mit Poliomyelitis.